# Hermonassa psilodora
Hermonassa psilodora är en fjärilsart som beskrevs av Charles Boursin 1968. Hermonassa psilodora ingår i släktet Hermonassa och familjen nattflyn. Inga underarter finns listade i Catalogue of Life.